# Cappella musicale della cattedrale di Verona
La Cappella Musicale della Cattedrale di Verona è il coro che svolge il servizio liturgico-musicale in tutte le celebrazioni episcopali presso il Duomo di Verona.

## Storia
Nella cattedrale di Verona il servizio musicale era costituito da canonici cantori fin dal X secolo. È necessario tuttavia arrivare al XIV secolo per avere notizie di una cappella musicale le cui sorti sono legate a quelle della Biblioteca capitolare di Verona. Alla sua guida si sono succeduti insigni maestri quali Franchino Gaffurio, Vincenzo Ruffo, Giovanni Matteo Asola, Stefano Bernardi, Ippolito Baccusi e il romano Giovanni Francesco Anerio che segnarono un secolo d'oro nella cattedrale veronese. Agli inizi del 1600 la Cappella conobbe un periodo di crisi, accentuato in seguito dalla grave epidemia di peste che nel 1630 uccise il 60% della popolazione veronese. Nonostante la ferma volontà di ripresa già dall'anno seguente, il livello qualitativo era comunque sceso a livelli preoccupanti al punto che nel 1658 vennero licenziati i musicisti ed eletto maestro Dionisio Bellante (1610 - 1685) che seppe riportare in auge gli antichi splendori. Dopo un buon periodo, durante il quale la Cappella operò su ottimi livelli, Daniel Dal Barba (1715 - 1801) chiuse con eccellente magistero il Settecento musicale sacro. Durante la prima metà dell'Ottocento la musica nella liturgia fu contaminata dall'imperante gusto teatrale con esiti spesso discutibili: nel periodo retto da don Stefano Lavagnoli (1809 - 1838) la Cappella toccò livelli di bassezza mai raggiunti in precedenza. Solo con don Sante Aldrighetti, nel 1857, iniziò un percorso di rinnovamento che porterà alcuni decenni dopo alla riforma ceciliana. È però con l'avvento di mons. Giuseppe Maggio (1866-1930) maestro dal 1900 al 1915 che la musica sacra tornò alla dignità che le competeva: smantellata l'orchestra attiva fino a quel momento, riportò in auge l'impiego delle voci bianche per le parti di soprano ripristinando il repertorio gregoriano e la polifonia classica a cappella. L'accompagnamento, ove necessario, era affidato all'organo costruito nel 1909 da Domenico Farinati.
Dopo le vicende legate agli eventi bellici dei due conflitti mondiali, la Cappella si giovò dell'opera meritevole di alcuni maestri attenti ed ispirati, tra i quali mons. Giuseppe Turrini e don Carlo Stoppato con i quali collaborò Davide Begalli (1892 - 1965).
Dal 1965 al 2017 la Cappella è stata diretta da mons. Alberto Turco (1937) uno dei massimi esperti di canto gregoriano e docente al Pontificio istituto di musica sacra di Roma. A lui va il merito di aver saputo guidare la Cappella nel non facile passaggio dalla Liturgia antica a quella rinnovata dal Concilio Vaticano II, contribuendo negli anni ad arricchire il repertorio liturgico italiano commissionando brani a diversi compositori (Terenzio Zardini, Italo Bianchi, Valentino Miserachs, Marco Frisina, Giovanni Geraci, ecc.)  caratterizzati da quelle esigenze liturgico-musicali dettate dalle nuove indicazioni post conciliari, nel rispetto del testo sacro musicato e del momento rituale al quale erano destinati e, quando era previsto, atti a favorire una più proficua partecipazione al canto da parte dei fedeli. 
Nel 1990, vista la difficoltà a mantenere in pianta stabile i Pueri Cantores, i registri dei soprani e dei contralti sono stati affidati nuovamente alle voci femminili. Dal 1997 al 2021l'Organista titolare della Cappella è stato il m° Paolo Buro, dotato di un'ottima tecnica dell'improvvisazione e di un raffinato gusto nella scelta dei registri, sempre consono al repertorio interpretato e al momento rituale.
Dal settembre 2021 l’Organista titolare della Cattedrale di Verona è il m° Letizia Butterin.
Dal 2018 la direzione della Cappella Musicale della Cattedrale di Verona è affidata a Giovanni Geraci (1971).

## I maestri di cappella
- Magister Stephanus (X sec.)
- Magister Adelardus (XII sec.)
- Bonaccurso (XII sec.)
- Ardizzone dal 1264 al 1281
- Magister Albertus dal 1282 al 1289
- Giovanni de Motociis fino al 1337
- Bulgarello da Padova dal 1337
- Franchino Gaffurio dal 1476 al 1478
- Giovanni Maria Jaches fino al 1538
- Niccolò Olivetto dal 1538 al 1546
- Jachet Berchem dal 1546 al 1554
- Vincenzo Ruffo dal 1554 al 1563
- Gabriele Martinengo dal 1566 al 1584
- Marc'Antonio Malignesio dal 1584 al 1586
- Bartolomeo Spontoni dal 1586 al 1588
- Giovanni Matteo Asola dal 1588 al 1591
- Ippolito Baccusi dal 1591 al 1608
- Giovanni Francesco Anerio dal 1609 al 1611
- Stefano Bernardi dal 1611 al 1622
- Cristoforo Guizzardi dal 1622 al 1631
- Simone Zavagioli dal 1631 al 1644
- Francesco Olivo dal 1644 al 1645
- Nicola Fonteio (o Fontesi) dal 1645 al 1648
- Biagio Girardi dal 1648 al 1658
- Dionisio Bellante dal 1658 al 1685

dal 1683 al 1684 fu attivo come primo violino Giuseppe Torelli
- Gasparo Gaspardini dal 1685 al 1714
- Giovanni Porta dal 1714 al 1716
- Bernardino Restelli dal 1716 al 1724
- Domenico Zanata dal 1724 al 1746
- Girolamo Zanata dal 1746 al 1769
- Daniel Dal Barba dal 1769 al 1779
- Bartolomeo Giacometti dal 1779 al 1809
- Stefano Lavagnoli dal 1809 al 1838

Alla morte di Lavagnoli seguì una ventina d'anni durante i quali la Cappella fu retta da musicisti di scarsa capacità. Si fanno i nomi di Johann Leopold Bella, Luigi Petruzzi, Felice Scala, don Zanolli e don Cometti a cui seguirono:
- Sante Aldrighetti dal 1857 al 1899
- Giuseppe Maggio dal 1900 al 1916
- Giuseppe Turrini dal 1916 al 1937
- Carlo Stoppato dal 1937 al 1965
- Alberto Turco dal 1965 al 2017
- Giovanni Geraci dal 2018

## Repertorio
La Cappella Musicale della cattedrale di Verona ha una particolare predilezione per la polifonia sacra rinascimentale e propone tutte quelle opere, anche moderne, che ad essa si ispirano in continuità con la magnificenza del Canto Gregoriano.

## Scaliger Concentus
Alle esecuzioni della Cappella si alternano quelle dell'ensemble vocale Scaliger Concentus. Fondato nel 2008, svolge una pregevole attività concertistica e musicale in occasione di convegni e celebrazioni per importanti istituzioni religiose e culturali. 
L’organico corale, che si costituisce prevalentemente in seno alla Cappella Musicale della cattedrale di Verona, non è fisso e muta in rapporto ai progetti musicali che si vanno a realizzare.
Diretto dal maestro Giovanni Geraci, l’ensemble propone un repertorio prevalentemente a cappella. 
Negli anni hanno fatto parte dell’ensemble: Silvia Cho e Letizia Butterin (cantus), Andrejka Srdoc (altus), Igor Glushkov (tenor) e Gianpaolo Dal Dosso (bassus).

## Discografia
- Antonio Caldara, Stabat Mater - Patrizia Diodato, Cristina Chiaffoni, Giuseppe Chiarini e Michele Castagnaro, (+ Ingegneri, Handl, Nenna, Massaini, Gabrieli, Benevoli: mottetti) - 1989 Bongiovanni (casa discografica)
- Giuseppe Gazzaniga, Dies Irae, Salve Regina & Te Deum - Bongiovanni
- Giuseppe Gazzaniga, Stabat Mater & Gloria - Bongiovanni
- Antonio Salieri, Gesù al limbo, Il giudizio finale & Te Deum - Bongiovanni